# Biltema
Biltema är ett svenskt detaljhandelsföretag med huvudkontor i Partille. 

## Historik
Biltema grundades 1963 av Sten Åke Lindholm som postorderverksamhet och senare även butiksförsäljning i en källarlokal på Vistvägen 32 i Linköping. Då hette företaget "Handelsbolaget BIL-TEMA". 1976 flyttade verksamheten till nya lokaler på Torvingeområdet i Linköping. Omsättningen var då 25 mkr. Lokalerna var på 6 000 m², där 250 m² var butik. Butiken byggdes senare ut till 2 700 m². År 1983 öppnades Biltemas andra varuhus, vilket lades i Norge.
Idag har Biltema varuhus i Sverige, Norge, Finland och Danmark. Sammanlagt har Biltema 161 varuhus (2023). Försäljningen sköttes fram till 2011 av ett franchisenät av varuhus och postorderföretag. Sedan 2011 ägs alla svenska butiker av Biltema. Biltema arbetar med två butiksstorlekar, 4 000 respektive 6 000 kvadratmeter yta. Postorderförsäljningen lades ner 2003.
I sortimentet finns idag mer än 25 000 artiklar. Från att vid starten enbart bestått av bilrelaterade produkter är de nu uppdelade på flera områden och omfattar förutom bil även bygg, fritid, hem, båt, cykel, verktyg, teknik och kemikalier.
Biltema ger ut en katalog som varje år kommer i en vår/sommar respektive höst/vinter-upplaga. Sammanlagt trycks i Norden cirka 14 miljoner exemplar av katalogen, vilken gör den till en av de största sett till upplaga.
Biltema stödjer genom Biltema Foundation bland annat den svenska hjälporganisationen Skandinaviska Barnmissionens arbete i Filippinerna, Läkare utan gränser och Rädda Barnen.
Biltema Logistics AB är ett helägt dotterbolag till Biltema BV. Bolaget driver Biltemas centrallager, vilket är placerat i Halmstad.

## Biltema Holding BV i Nederländerna
Biltema Holding BV är enligt Expressen det företag som köper in varuhusens produkter och sedan säljer dem vidare till varuhusen med ett stort prispålägg. Biltema i Sverige och i övriga Norden ägs av det nederländska bolaget Biltema Holding BV som ägs av det Hongkong-baserade bolaget Birgma Holding ltd.
"Att det rör sig om stora pålägg märks i det holländska bolagets bokslut där även vinsterna från Birgma International i Schweiz redovisas.".
Moderbolaget Birgma kontrolleras av Sten-Åke Lindholm som äger 2 500 aktier och hans barnbarn Louise Wennberg, som äger 125 aktier via ett Maltaregistrerat bolag.
| Varuhus per land | Varuhus per land | Varuhus per land |
| ---------------- | ---------------- | ---------------- |
| 16 juli 2023     |                  |                  |
| 1                | Norge            | 68               |
| 2                | Sverige          | 61               |
| 3                | Finland          | 17               |
| 4                | Danmark          | 16               |

## Varumärken
Biltema har ett eget cykelmärke vid namn Yosemite.

## Galleri

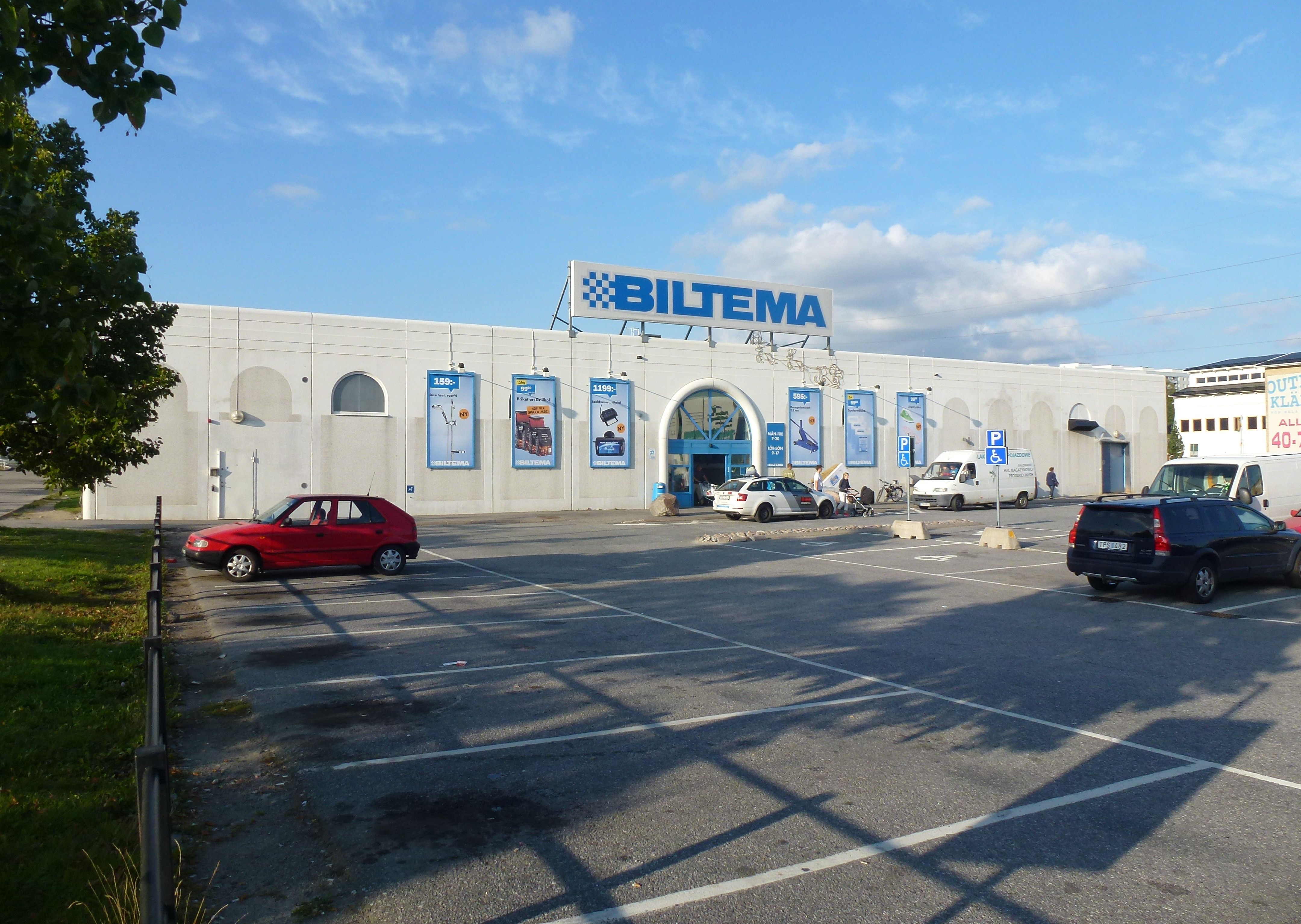
Biltemas varuhus på Eriksbergs industriområde i Botkyrka kommun.
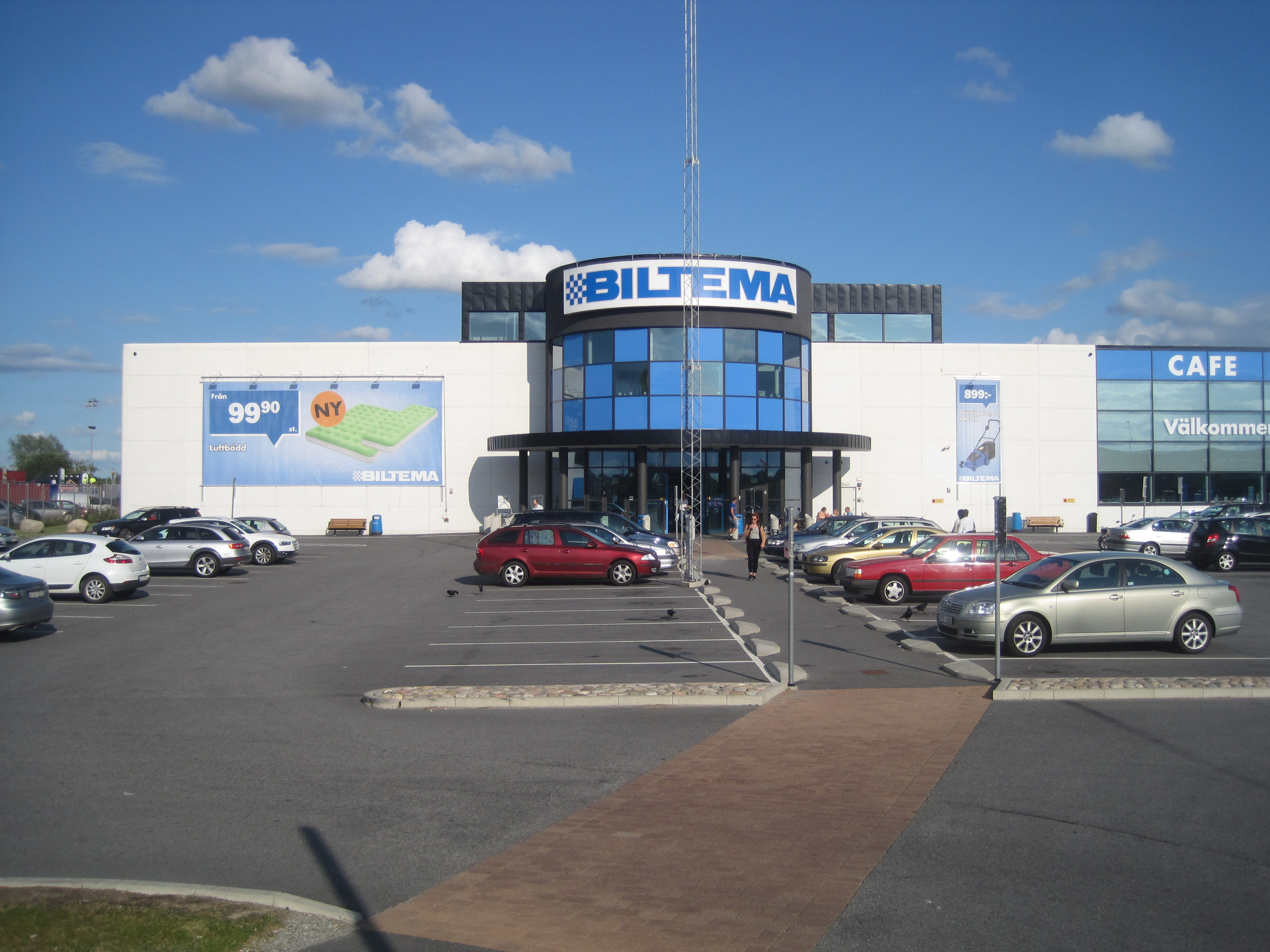
Biltemas varuhus på Gastelyckan i Lund.
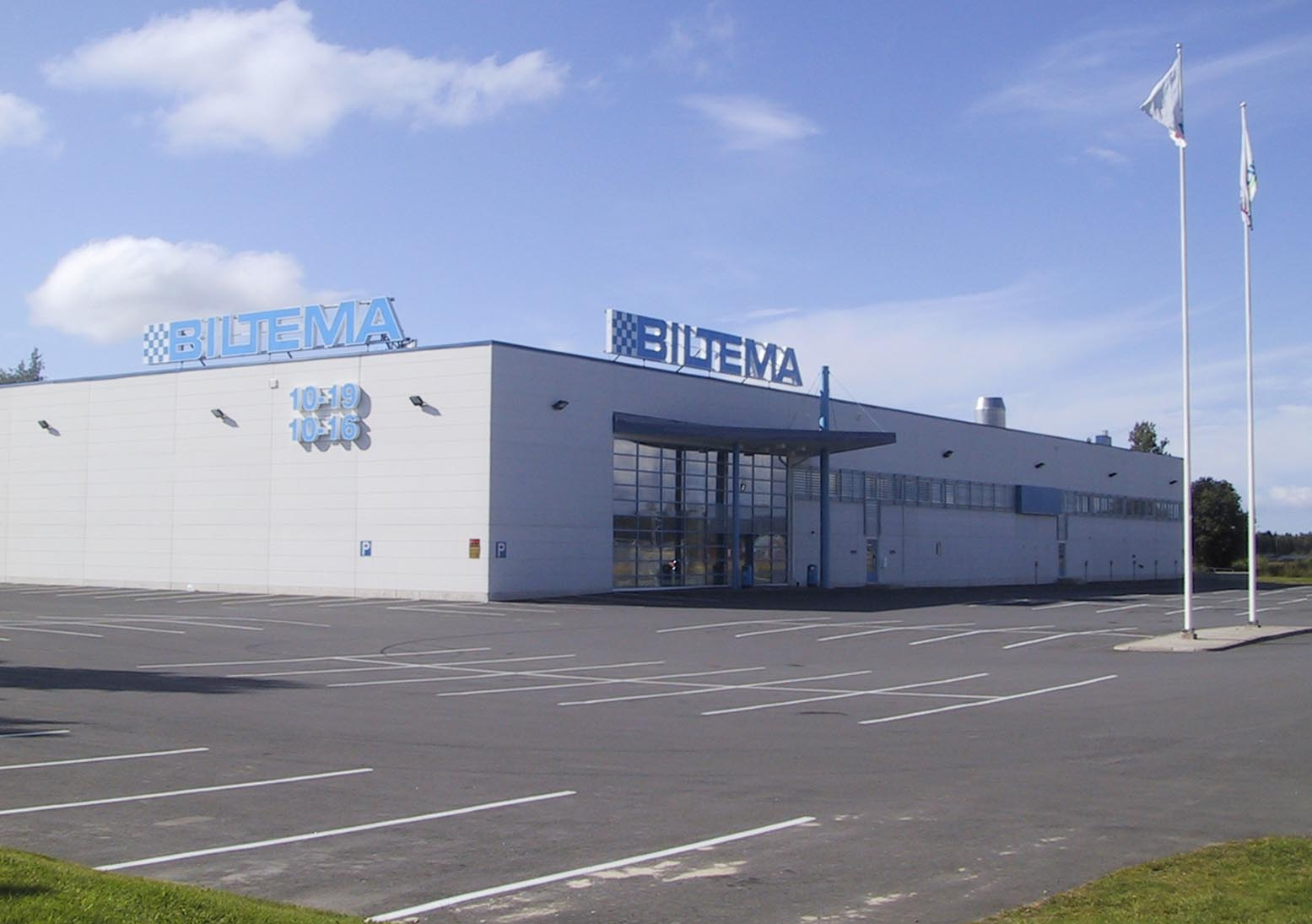
Biltemas varuhus i Kempele, Finland.
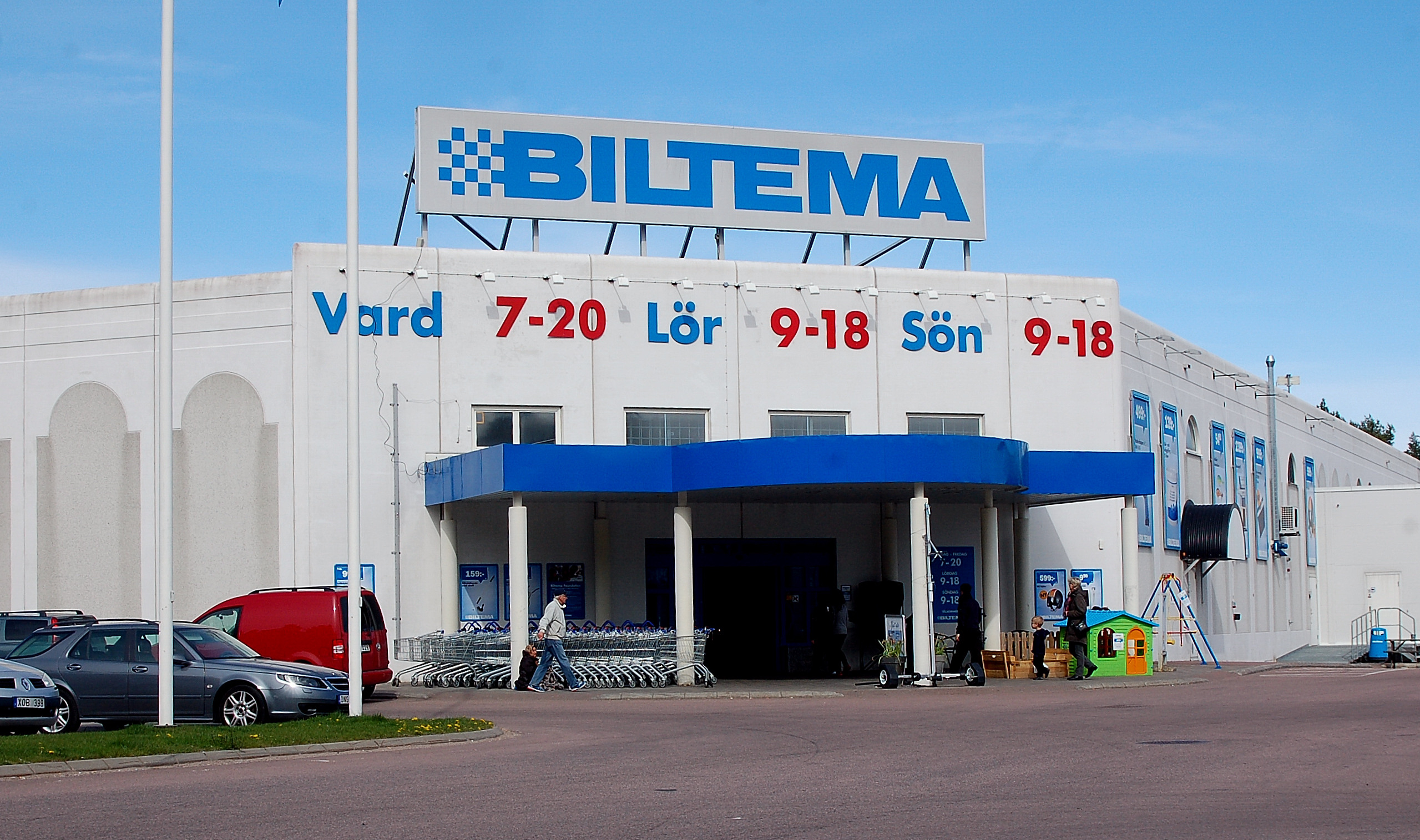
Biltemas varuhus i Karlstad.
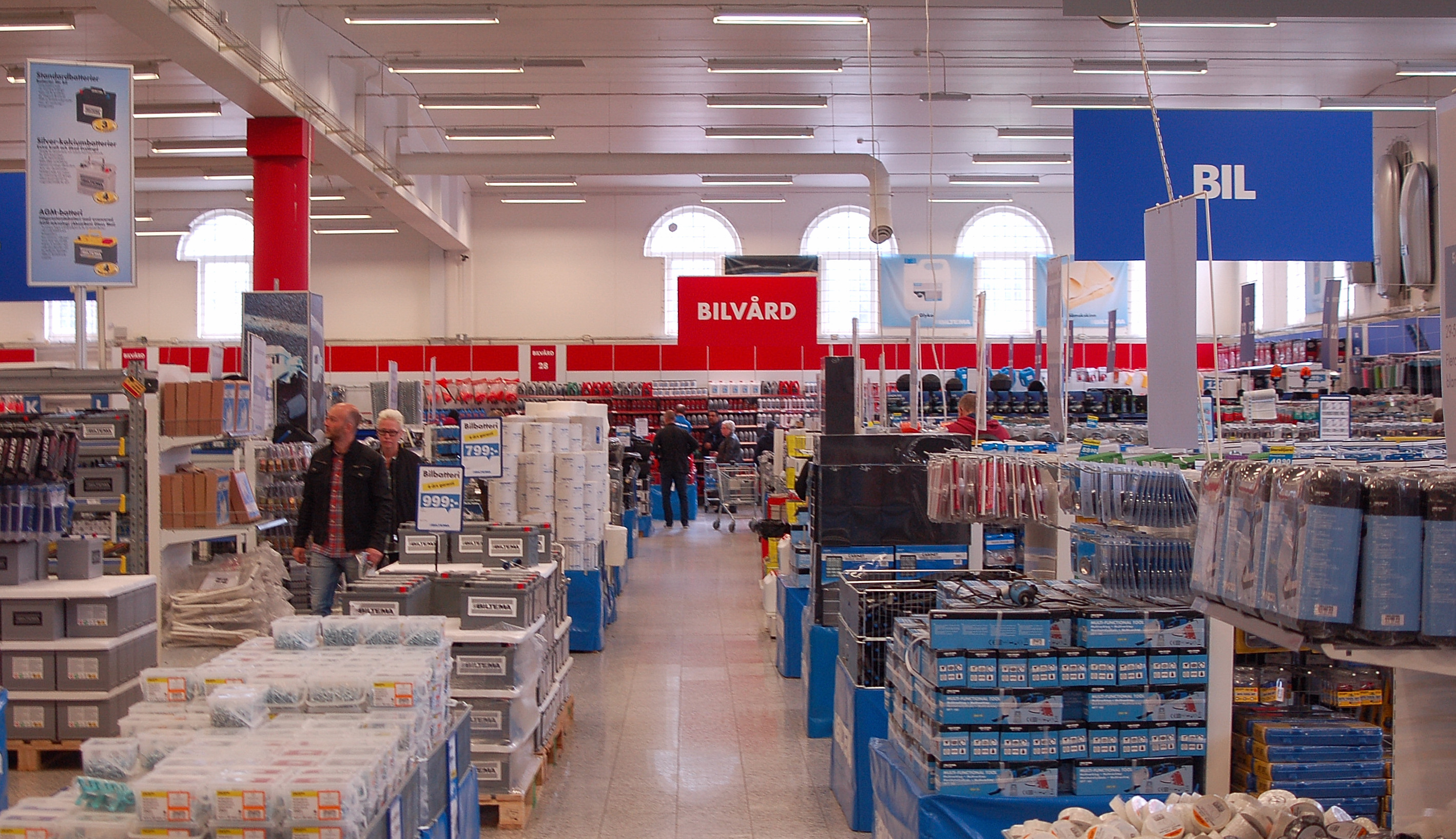
Interiör i varuhuset i Karlstad.
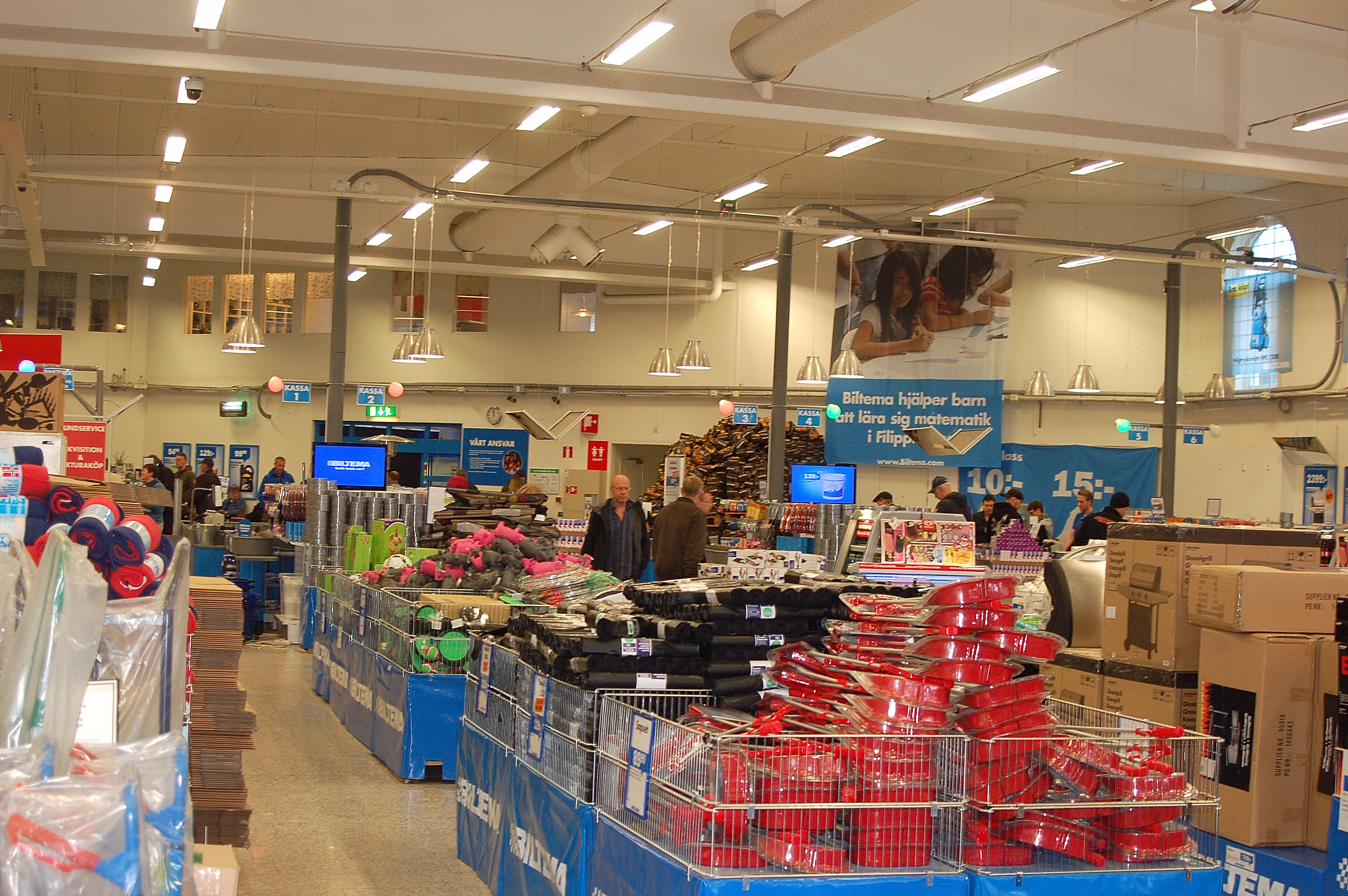
Interiör i varuhuset i Karlstad.